# The Mathematical Gazette
The Mathematical Gazette (cu sensul de Gazeta Matematică) este un jurnal academic de educație matematică, publicat de trei ori pe an. Acesta publică „articole despre predarea și învățarea matematicii, cu accent pe intervalul de vârstă de 15-20 de ani și expuneri ale unor domenii atractive ale matematicii.”
A fost înființată în 1894 de Edward Mann Langley ca succesor al Reports of the Association for the Improvement of Geometrical Teaching (cu sensul de Rapoartele Asociației pentru Îmbunătățirea Predării Geometriei). Este publicată de Mathematical Association (Asociația de Matematică). William John Greenstreet i-a fost editor timp de mai bine de treizeci de ani (în perioada1897-1930). Din 2000, editorul revistei este Gerry Leversha.